# داویت تونویان
داویت دونویان (ارمنی: Դավիթ Էդգարի Տոնոյան انگلیسی: David Tonoyan؛ زادهٔ ۲۷ دسامبر ۱۹۶۷) سیاست‌مدار اهل ارمنستان که از ماه مه ۲۰۱۸ در دولت نیکول پاشینیان به عنوان وزیر دفاع ارمنستان خدمت می‌کند. تونویان از ۲۰۱۷ تا ۲۰۱۸ در دولت سرژ سارگسیان به عنوان وزیر وضعیت‌های اضطراری ارمنستان خدمت نمود.